# Servicios Aerolineas Mexicanas
Servicios Aerolíneas Mexicanas, también conocida como SAM fue una aerolínea mexicana que operó entre 1992 y 1995. Fue parte de la primera ola de aerolíneas recién formadas luego de la desregulación de las aerolíneas mexicanas de 1989. En su apogeo en 1994, operó una flota de 3 aviones Douglas DC-9-10 y 1 Boeing 737-200. Gravemente afectada por la crisis del peso mexicano, SAM cesó todas sus operaciones en abril de 1995.